# David Alter

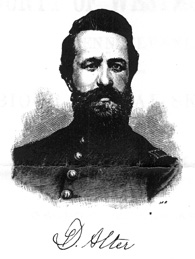
Portret van David Alter, afgedrukt in het boek History of the County of Westmoreland, Pennsylvania (1882)

David Alter (Westmoreland County (Pennsylvania), 3 december 1807 – Freeport (Pennsylvania), 18 september 1881) was een Amerikaans arts, natuurkundige en uitvinder. In de Verenigde Staten wordt de uitvinding van de elektrische telegraaf aan hem toegeschreven.

## Biografie
Alter was de zoon van John Alter en Eleanor Sheetz. Na zijn opleiding aan de Reformed Medical College of New York was hij in de jaren 1830 arts en wetenschapper in Elderton. In 1836 vond hij een elektrische telegraaf uit, toen hij een verbindingslijn aanbracht tussen zijn woonhuis en zijn schuur. Hiermee was hij Samuel Morse voor die pas een jaar later zijn Morse-telegraaf uitvond.
Rond 1837 vestigde Alter met zijn gezin zich in Freeport. Zijn belangrijkste uitvinding was een methode om broom te produceren uit zoutbronnen, die zeer bruikbaar was in de ijzerindustrie en die in 1853 getoond werd op de Exhibition of the Industry of All Nations in New York.